# Ovid (Michigan)
Ovid è un comune degli Stati Uniti d'America, situato nello Stato del Michigan, diviso tra la contea di Clinton e la contea di Shiawassee.